# Médaille de la Société mathématique australienne
La médaille de la Société mathématique australienne est une distinction mathématique en reconnaissance de recherches remarquables en mathématiques par des membres de la Société mathématique australienne.

## Histoire
Pour être éligible à recevoir la médaille, les exigences de la Société sont que le membre doit être âgé de moins de 40 ans, et qu'une grande partie de la recherche a été menée en Australie. La médaille a été décernée pour la première fois en 1981. Elle est remise lors de la session d'ouverture de l'assemblée annuelle de la société.

## Lauréats
- 1981 : Neil Trudinger
- 1982 : Gavin Brown
- 1983 : Leon Simon
- 1984 : Richard P. Brent
- 1985 : non décernée
- 1986 : Peter Gavin Hall
- 1987 : J. Hyam Rubinstein
- 1988 : Frank de Hoog
- 1989 : Michael Cowling (en)
- 1990 : Brendan McKay
- 1991 : Gerhard Huisken
- 1992 : Michael Eastwood
- 1993 : Peter Forrester et Nick Wormald
- 1994 : non décernée
- 1995 : Adrian Baddeley
- 1996 : Igor Shparlinski
- 1997 : Michael Murray
- 1998 : Murray Batchelor (en)
- 1999 : John Urbas
- 2000 : Christine O'Keefe[2] et Varghese Mathai
- 2001 : Pier Bouwknegt, Alexander Molev (en) et Hugh Possingham
- 2002 : Xu-Jia Wang (en)
- 2003 : Ben Andrews (en) et Andrew Hassell
- 2004 : non décernée
- 2005 : Terence Tao
- 2006 : Andrew Mathas
- 2007 : non décernée
- 2008 : Shahar Mendelson
- 2009 : Steve Lack et Ian Wanless
- 2010 : Kate Smith-Miles
- 2011 : Todd Oliynyk (en)
- 2012 : Anthony Henderson et Stephen Keith
- 2013 : Craig Westerland
- 2014 : Josef Dick
- 2015 : Scott Morrison
- 2016 : Aidan Sims
- 2017 : Richard Garner et Anthony Licata
- 2018 : Geordie Williamson
- 2019 : David Harvey
- 2020 : Luke Bennets[3]
- 2021 : Serena Dipierro[4]
- 2022 : Guoyin Li[5]